# Finch (EP)
Finch è un eponimo EP del gruppo musicale statunitense Finch, pubblicato nel 2008.

## Tracce
1. Daylight – 4:16
2. Famine or Disease – 3:57
3. From Hell – 3:39
4. Chinese Organ Thieves – 7:28

## Formazione
- Nate Barcalow – voce
- Randy Strohmeyer – chitarra, cori
- Alex Linares – chitarra
- Drew Marcogliese – batteria, percussioni
- Daniel Wonacott – basso, cori